# 十翼
《十翼》，亦稱為《易傳》（汉语拼音：yì zhuàn），是包括〈彖傳〉〈象傳〉〈繫辭傳〉〈說卦傳〉〈序卦傳〉〈雜卦傳〉及〈文言傳〉等文篇，因〈彖辞〉〈象辞〉〈系辞〉各分上下两篇，所以统共为十篇，旧称《十翼》。传是对经的解释。

古人說的《易經》，常把“易傳”也涵括在內。根據史書，孔子作《十翼》，但也有學者認為不完全出自同一人，部份篇章也可能是集體創作的成果。

## 典籍組成
孔子當年贊《周易》有「十翼」之稱，今所存者，僅〈繫辭〉〈說卦〉〈序卦〉〈雜卦〉四者而已，後人將〈文言〉〈彖〉〈象〉湊成「十翼」之數。
名為《易傳》：
1. 〈彖傳〉上下兩篇——
《易經》六十四卦，每卦都有"彖辭"，其後接著才是“彖曰”，以解釋"彖辭"，這部份才是〈彖傳〉的內容。
“彖”是“斷”的意思，“彖辭”則是用來論斷一卦的卦象、卦德和六爻的排列。[註 1]
2. 〈象傳〉上下兩篇——
六十四卦每卦“彖曰”後面，緊接著是“象曰”，稱為“大象”，總論這一卦的象。
每一卦有六爻，爻辭後面的“象曰”，叫做“小象”，分論這六爻的象。
象的功能，在模擬萬物型態和事理。
3. 〈繫辭傳〉上下兩篇——
“繫”的意思是聯絡，把易道的義理聯繫起來，相當於《易經》的總論或通論。
上篇以形而上的道體為主，下篇以形而下的器用為主，合起來可以稱為“易大傳”。
4. 〈說卦傳〉一篇——說明八卦所代表的意義，以及八卦相重的由來。
5. 〈序卦傳〉一篇——說明六十四卦的次序，和排列的理由。
6. 〈雜卦傳〉一篇——以另一種形式來解釋六十四卦的卦名。
7. 〈文言傳〉一篇——就乾卦與坤卦作充分詳細解說。可能是後世易学家的見解所輯錄而成。[註 1]

以上七個部份，共有十篇，稱為《十翼》。“翼”是“助”的意思，表示輔助易學的十肢翅膀。
「十翼」稱名的由來，實是源於〈繫辭〉的分章，如綱要、釋名、釋義、釋用、釋道、釋數、釋辭、釋神、釋化、釋例等十章。

## 作者
根據史書記載，孔子作《十翼》，但也有學者認為不完全出自同一人（並未否定孔子的貢獻），部份篇章也可能是集體創作的成果。
盛唐以前的記述
西漢司馬遷《史记·孔子世家》：「孔子晚而喜《易》，序〈彖〉〈系〉〈象〉〈说卦〉〈文言〉。讀易，韋編三絕。曰：『假我數年，若是，我於易則彬彬矣。』」
唐代陸德明録《经典释文·注解传述人》：“文王拘于羑里作卦辞，周公作爻辞，孔子作彖辞、象辞、文言、繫辞、说卦、序卦、杂卦，谓之十翼”。
北宋學者的看法
北宋歐陽修一方面相信〈彖傳〉上下、〈象傳〉上下，是“聖人之言”，但另一方面對於其他諸如〈繫辭〉上下、〈文言〉〈說卦〉〈序卦〉〈雜卦〉五者有不同的看法——他認為應看作是古代講師們解經的「大傳」，其中既有口耳相傳的聖人之言，也有夾雜講師加上的解釋（非聖人之言）。整體而言，一方面這些易傳不可偏廢，另一方面則強調學者須明辨之、有所取捨。
北宋曾盛行“疑古”學風，“儒者競以己意說經”。甚至有些新進的初學者還不很明瞭古人經典的完整全貌，聽到當代的學者們發表各自論述，卻不經思考地斷章取義、以偏概全，忽視了謹守規矩、遵循體制的求學態度，卻把聽來片段的一面之詞、加上一些猜測的謠言，就以為是抓到精華要點……一些學者對此學術風氣不以為然。
清代學者的看法
清代學者對於《十翼》是否為孔子之言，仍有爭議。姚际恒《易传通论》与康有为《新学伪经考》都认为《易传》非出自孔子之手。戴璉璋闡述：“近人如錢穆、馮友蘭、顧頡剛、李鏡池、高亨、戴君仁……他們一致否定孔子作《十翼》的說法，所持的理由中，最值得注意的是《易傳》與《論語》在思想上有顯著的差異。……《易傳》與《論語》除了思想上有差距以外，在語法方面也有顯著的不同；此外〈文言〉多用對偶句子，與《荀子》風格相近；〈彖〉〈象〉兩傳韻語通押的現象，與《詩經》及《荀子》《老子》及《楚辭》中屈、宋兩家作品。這些現象也都可以作為《易傳》並非完全出於孔子之手的理據。”
近现代学者的看法
冯友兰明确否认孔子为《十翼》作者。“在《十翼》中，有许多地方据说是引孔子的话，冠以‘子曰’二字。有这两字的话是不是真是孔子说的，还要待考证。不过这可以反证，没有这两个的话，显然就不是孔子说的了。《十翼》中的思想，有许多显然是战国时期才可能有的。老子说‘道常无名朴。’又说：‘朴散则为器。’道与器是相对的。《系辞》也说‘形而上者谓之道，形而下者谓之器。’，道与器也是相对的。这一对术语是战国以前所没有的。”据此，冯友兰认为《十翼》并不是一个人的作品，成书年代也各不相同，其作者应为战国末至秦汉之际的儒家学者。
近代的發現
随着帛书《易传》及郭店楚墓竹简的出土，多认为孔子于《易》的关系是很密切的。
《易經證釋》的〈繫辭講義〉有提到「考　夫子原來授門弟子者，即以〈繫辭〉為重，而在〈繫辭〉中約分十章，此「十翼」稱名由來。」「所謂贊《易》即此〈繫辭〉，而前後多訛脫錯亂，非復當時原本。以章節言，亦有不足原數，不獨文句顛倒遺脫已也。大概內分『綱要』、『釋名』、『釋義』、『釋用』、『釋道』、『釋數』、『釋辭』、『釋神』、『釋化』、『釋例』各章。」

## 註腳
1. 1 2  第二章〈為什麼天人可以合一？〉2.“學易經最好先研讀易傳”[2]
2. ↑  馬宗霍：“則錢大昕所謂熙寧以後，儒者競以己意說經”[7]
3. ↑  北宋熙寧二年（1069年），司馬光〈論風俗劄子〉形容“新進後生，未知臧否，口傳耳剽，翕然成風。至有讀《易》未識卦爻，已謂《十翼》非孔子之言；讀《禮》未知篇數，已謂〈周官〉為戰國之書；讀《詩》未盡〈周南〉〈召南〉，已謂毛、鄭為章句之學；讀《春秋》未知十二分，已謂〈三傳〉可束之高閣。循守注疏者，謂之腐儒；穿鑿臆說者，謂之精義。”[8]
4. ↑  皮錫瑞《經學歷史》：「自慶曆後，諸儒發明經旨，非前人所及；然排《繫辭》，毀《周禮》，疑《孟子》，譏《書》之<胤征>、<顧命>，黜《詩》之序，不難於議經，況傳注乎！」，並且（閻若璩及翁元圻[9]按語）舉出代表人物「排《繫辭》謂歐陽修(1007－1072)，毀《周禮》謂修與蘇軾(1036－1101)、蘇轍(1039－1112)，疑《孟子》謂李覯(1009－1059)、司馬光(1019－1086)，譏《書》謂蘇軾，黜《詩序》謂晁說之(1059－1129)。」[10]

## 外部連結及文獻
- 李學勤：《周易溯源》（成都：巴蜀書社，2006）。
- 李学勤：《初识清华简》（上海：中西书局，2013）。
- 夏含夷：〈帛書《繫辭傳》的編纂（页面存档备份，存于）〉。
- 廖名春：《周易经传与易学史新论》（济南：齐鲁书社，2001）。
- . 易學網.   [2014-07-05]. （原始内容存档于2020-09-19） （中文（臺灣））.